# Kniestuk (schilderij)

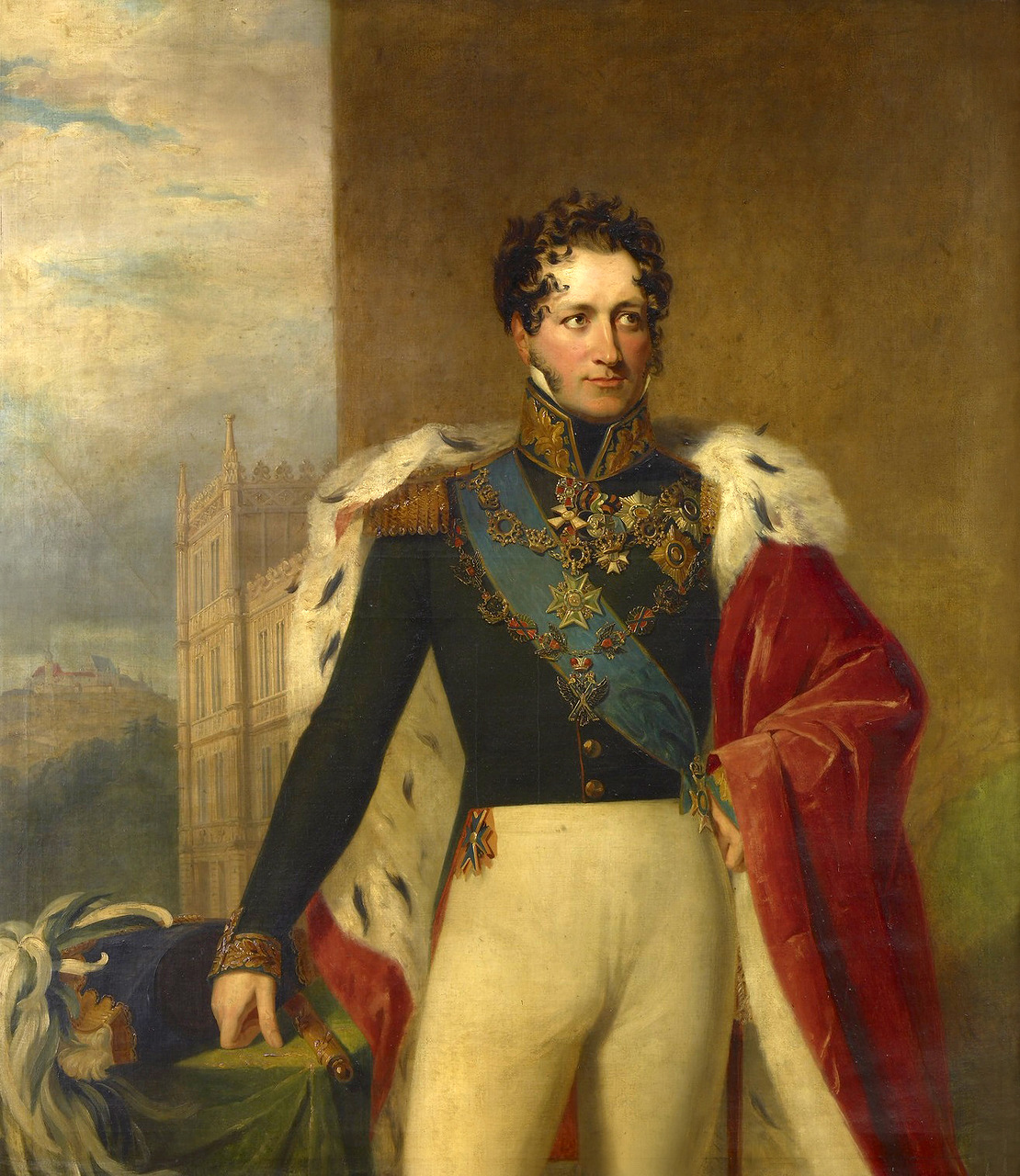
Kniestuk

Een kniestuk is in de schilderkunst en kunstgeschiedenis de benaming voor een portret waarop de afgebeelde persoon van knie tot kruin is afgebeeld. De gewoonte was in de 15e tot 19e eeuw om alleen een vorst in zijn geheel staande te portretteren. Minder hooggeplaatste, maar nog steeds aanzienlijke, personen werden in een kniestuk afgebeeld. Bij nog lager op de maatschappelijke ladder staande personen werden alleen borst en gezicht geschilderd.
Een portret van hoofd en borst wordt borststuk genoemd en het portret van het gehele lichaam heet 'ten voeten uit'. Hoe meer er van het lichaam te zien was hoe duurder het schilderij was. 
Met het toenemend zelfbewustzijn van de burgerij in de 19e eeuw ging de schroom om als geheel afgebeeld te worden verloren.